# Hành tinh siêu sống

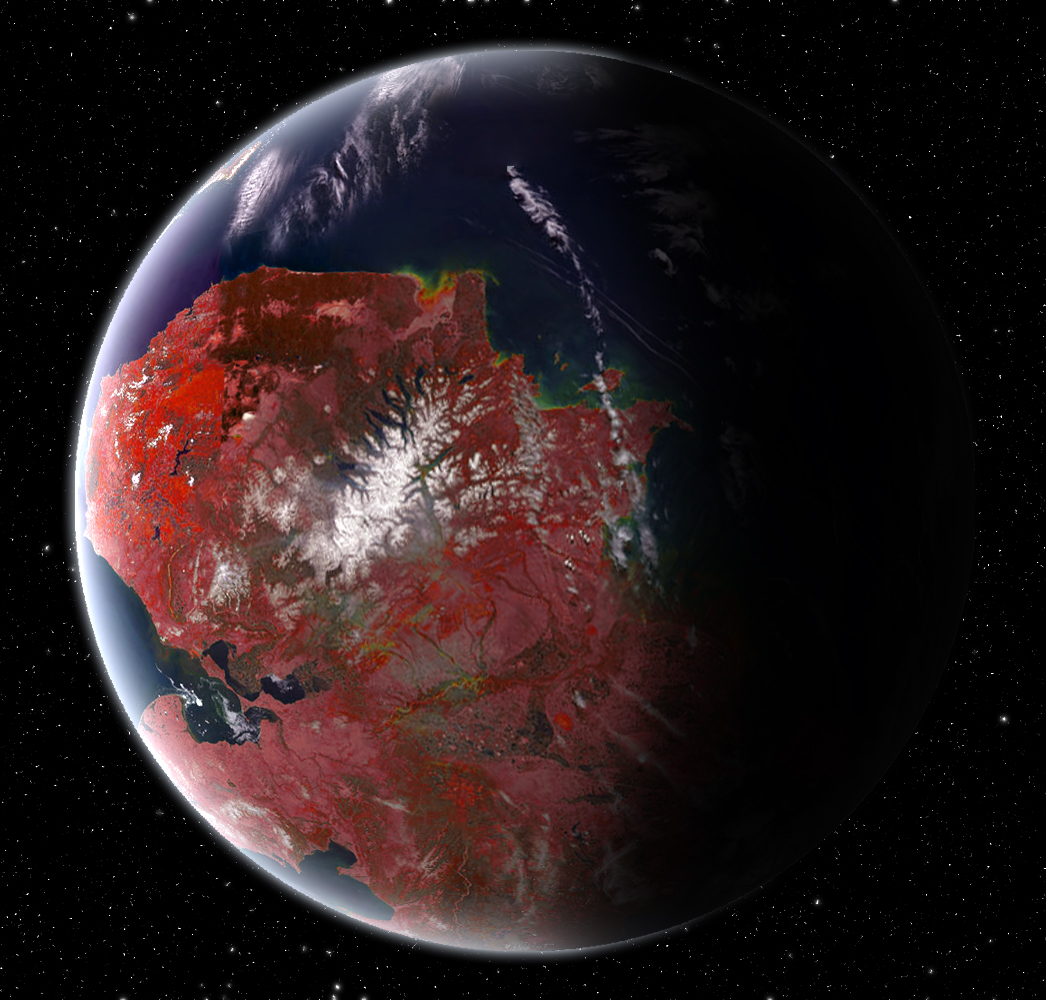
Mô tả của một họa sĩ về một hành tinh siêu sống được, trong đó màu sắc chủ đạo của thảm thực vật là màu đỏ.

Hành tinh siêu sống là một loại hành tinh hay vệ tinh tự nhiên trên giả thuyết ngoài hệ Mặt Trời được cho là phù hợp hơn Trái Đất, cho sự sống trong cả hai giai đoạn, phát sinh và tiến hóa sinh học.
Trong một báo cáo mở rộng được công bố vào tháng 1 năm 2014 trên tạp chí Astrobiology có tựa "Những Thế Giới Siêu Sống Được", René Heller và John Armstrong, đưa ra khái niệm này để chỉ trích ngôn ngữ dùng trong công cuộc tìm kiếm các hành tinh có khả năng sống không được mạch lạc rõ ràng. Heller và Armstrong đề nghị khái niệm minh bạch này, vì họ cho rằng khái niệm vùng ở được quanh sao (habitable zone - HZ) không đủ để định nghĩa được khả năng sống của một hành tinh. Giả thiết rằng Trái Đất không phải là nơi cung cấp điều kiện tối ưu cho sự sống. Họ chỉ ra rằng không phải tất cả các hành tinh đất đá trong vùng ở được đều có thể sinh sống và sự gia nhiệt của thủy triều giữa hành tinh và vệ tinh của nó gây ra có thể làm cho các thế giới trên cạn hoặc băng giá bên ngoài vùng HZ của sao có thể sinh sống được, chẳng hạn như đại dương bên dưới lớp băng của Europa - một vệ tinh của Sao Mộc. Trong khi vẫn giả định rằng sự sống cần có nước, Heller và Armstrong đã đề xuất một danh sách các điều kiện gồm khối lượng, khí quyển, khả năng bảo vệ sinh vật sống khỏi các tác nhân gây hại từ bên ngoài, thời gian tồn tại, loại sao mà hành tinh quay quanh và vị trí của nó trong hệ sao của mình. Theo các tác giả này, một thế giới như vậy sẽ lớn hơn, ấm hơn và cũ hơn Trái Đất.

## Đặc điểm

### Ngôi sao chủ

Các loại sao khác nhau trong vũ trụ

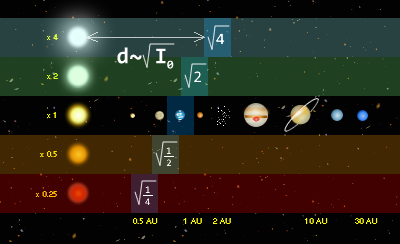
Vùng ở được quanh sao (HZ) của các loại sao khác nhau

Ngôi sao mà hành tinh siêu sống quay quanh rất quan trọng vì nó sẽ ảnh hưởng đến vùng ở được của sao cũng như thời gian tồn tại của hành tinh. Ngôi sao càng nhỏ thì đốt cháy nguyên liệu càng chậm và do đó có thời gian tồn tại lâu hơn các ngôi sao cỡ lớn, giúp sự sống có nhiều thời gian để hình thành và phát triển.
Những loại sao nặng nhất như O, A, B có vòng đời rất ngắn, nhanh chóng rời khỏi dãy chính. Các ngôi sao loại O cũng ngăn cản sự bồi tụ của các hành tinh xung quanh sao.
Sao lùn đỏ (Sao dãy chính loại M) có tuổi thọ lâu nhất, có thể lên đến cả nghìn tỷ năm (Tuổi thọ Mặt Trời chỉ là 10 tỷ năm) và chiếm đại đa số các ngôi sao. Nhưng vì chúng quá nhỏ và ánh sáng chúng phát ra quá yếu nên hành tinh phải ở cực gần với sao, điều này sẽ gây nên hiện tượng khóa thủy triều, khiến một nửa hành tinh luôn hướng về phía sao chủ và nhiệt độ sẽ trở nên cực cao, ngược lại mặt không hướng về sao sẽ luôn đóng băng, vùng ở giữa là ranh giới giữa ngày và đêm được cho là có thể có sự sống. Một vấn đề tiềm tàng khác là các ngôi sao lùn đỏ phát ra đa số bức xạ ở dạng ánh sáng hồng ngoại, trong khi cây cối trên Trái Đất sử dụng phần lớn năng lượng ở dạng quang phổ nhìn thấy được. Nhưng, có lẽ vấn đề nghiêm trọng nhất là sự biến đổi sao. Những ngôi sao lùn đỏ thường bị bao phủ bởi các vết đen, làm giảm lượng phát xạ tới 40% trong nhiều tháng ở mỗi lần xuất hiện. Những thời điểm khác, một số sao lùn đỏ, được gọi là các sao lóe bùng, có thể phát ra những lóe bùng lớn, tăng gấp đôi lượng ánh sáng phát ra trong ít phút. Sự biến đổi này cũng khiến dạng cuộc sống như chúng ta biết khó tồn tại gần một sao lùn đỏ. Gibor Basri thuộc Đại học California, Berkeley tuyên bố một hành tinh trên quỹ đạo gần một sao lùn đỏ có thể giữ được khí quyển cả khi ngôi sao lóe bùng.
Sao lùn cam (Sao dãy chính loại K) có kích thước và khối lượng lớn hơn sao lùn đỏ nhưng nhỏ hơn sao lùn vàng (Như Mặt Trời) có tuổi đời từ 18 đến 34 tỷ năm, chúng cũng là loại sao phổ biến thứ hai trong vũ trụ. Ngoài ra lượng bức xạ được dự đoán là đủ thấp để hành tinh không cần tầng ozon để bảo vệ các sinh vật sống.

### Kích thước, nhiệt độ, khí hậu

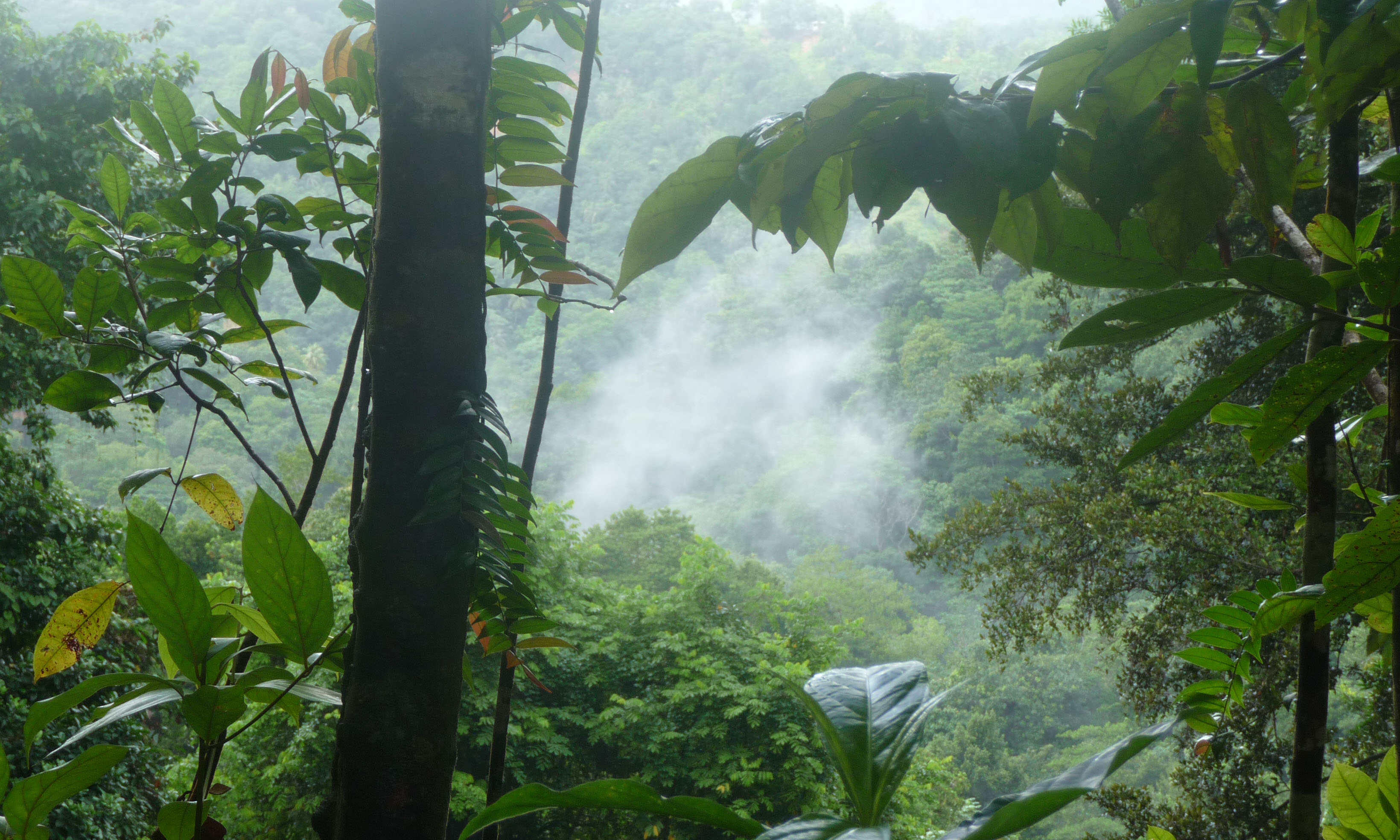
Khí hậu của ngoại hành tinh ẩm ướt như các khu rừng nhiệt đới

Heller và Armstrong cho rằng hành tinh siêu sống sẽ có khối lượng gấp đôi và đường kính bằng 1,3 lần Trái Đất, điều này là do hành tinh có khối lượng càng lớn thì hấp dẫn bề mặt sẽ càng mạnh giúp giữ lại một bầu khí quyển dày đặc .Hành tinh đủ lớn sẽ có thể tạo ra kiến tạo mảng, duy trì lượng carbon dioxide (CO2) đủ lớn để giữ ấm hành tinh, nếu không hành tinh sẽ có thể phải trải qua kỷ băng hà vĩnh viễn. Nhiệt độ tối ưu cho sự sống nói chung vẫn chưa được xác định. Có vẻ sự sống trên Trái Đất đã phong phú trong những thời kỳ ấm hơn nên có thể là 25°C đối với thực vật (Trái Đất là 14°C). Bầu khí quyển đặc và trọng lực mạnh sẽ làm bề mặt hành tinh trở nên bằng phẳng hơn, làm cho các đại dương trở nên nông hơn, ánh sáng sẽ có thể tiếp cận được với các sinh vật sống, từ đó mà sự đa dạng sinh học biển sẽ trở nên phong phú hơn. Hiệu ứng điều hòa của các đại dương lớn lên hành tinh có thể duy trì một phạm vi nhiệt độ vừa phải. Trong trường hợp này, các sa mạc sẽ hạn chế hơn về diện tích và hỗ trợ sự sống ven biển giàu sinh cảnh. Nói chung hành tinh siêu sống sẽ ấm, ẩm và có các loại khí hậu ổn định hơn Trái Đất, do đó không có các kiểu môi trường khắc nghiệt như sông băng và sa mạc.
Tuy nhiên, độ sáng và nhiệt độ mà các sao tỏa ra tăng dần theo thời gian, và có xu hướng đẩy vùng có thể sống được ra xa hơn. Trái Đất nằm gần rìa trong của vùng này, điều này có thể gây hại cho sự sống về lâu dài. Do đó, hành tinh siêu sống phải ấm hơn Trái Đất, nhưng quỹ đạo quanh sao phải xa hơn. Điều này là khả thi với bầu khí quyển dồi dào khí nhà kính của hành tinh lớn.

### Khí quyển
Ngoài khí nhà kính để giữ ấm hành tinh, thì các thành phần không khí còn lại không được xác định rõ để tối ưu cho sự sống. Sinh vật yếm khí có thể không cần Oxy để sinh sống, nhưng đó chỉ là những dạng sống đơn bào, sự sống đa bào phức tạp đã phát triển mạnh mẽ nhờ có Oxy. Kỷ Carbon là thời kỳ Oxy dồi dào nhất, chiếm tới 35% và trùng hợp là thời điểm sự sống đạt tới mức đa dạng sinh học cao nhất.

### Thời gian xoay quanh trục
Các nhà khoa học chưa biết thời gian quay hoàn hảo là bao nhiêu, nhưng chắc chắn không được quá nhanh hay quá chậm. Hành tinh phải quay đủ nhanh để tạo ra từ quyển chống lại gió sao và bức xạ vũ trụ, những hành tinh quay chậm như Sao Kim (Một ngày trên hành tinh này bằng 243 ngày Trái Đất) đều không có từ quyển hoặc từ quyển quá mỏng. Nếu hành tinh quay quá nhanh sẽ gây ra những hiện tượng thời tiết cực đoan.

## Các hành tinh siêu sống đã được phát hiện
Đến nay, người ta vẫn chưa phát hiện hành tinh nào đáp ứng tất cả những yêu cầu trên, trong tổng số 4000 ngoại hành tinh đã được xác định tính đến tháng 9 năm 2020 thì tương đồng nhất là Kepler-442b, quay quanh một sao lùn cam, với bán kính 1,34 lần và khối lượng 2,36 lần Trái Đất, nhưng nhiệt độ trung bình trên bề mặt chỉ đạt 4°C. Ngoài ra vẫn còn 23 ứng cử viên khác có thể là hành tinh siêu sống:
- KOI-4878.01
- KOI-5237.01
- KOI-7711.01
- KOI-5248.01
- KOI-5176.01
- KOI-7235.01
- KOI-7223.01
- KOI-7621.01
- KOI-5135.01
- KOI-5819.01
- KOI-5554.01
- KOI-7894.01
- KOI-456.04
- KOI-5715.01. Hành tinh hứa hẹn nhất cho hành tinh siêu sống
- KOI-5276.01
- KOI-8000.01
- KOI-8242.01
- KOI-5389.01
- KOI-5130.01
- KOI-5978.01
- KOI-8047.01